# Цирцея подаёт бокал Одиссею (картина)
«Цирцея подаёт бокал Одиссею» (англ. Circe Offering the Cup to Ulysses) — картина британского художника Джона Уильяма Уотерхауса, написанная в 1891 году. Полотно стало продолжением серии картин Уотерхауса, изображающих женщин, облечённых властью, что отражало перемены со времён викторианской Британии на пороге XX века. Картина стала первым изображением классического мифологического персонажа Цирцеи, за которыми последовали «Цирцея» (1892) и «Волшебница» (ок. 1911). Находится в галерее Олдема (Олдем, Великобритания).

## Сюжет и описание
На картине изображена сцена из поэмы Гомера «Одиссея», где чародейка Цирцея предлагает Одиссею чашу с зельем, с помощью которого она пытается подчинить его своим чарам, поскольку у неё уже есть его команда. Одиссея можно увидеть в зеркале, изображенном за троном Цирцеи, в то время как один из членов экипажа Улисса, волшебным образом превращенный в свинью, можно увидеть рядом с ногами Цирцеи.

## Анализ
Уотерхаус показывает, что Цирцея контролирует ситуацию, помещая её выше зрителя; её сиденье приподнято на ступеньку, а сама богиня нарисована с приподнятым подбородком, так что мы должны смотреть ей в глаза, когда она смотрит вниз. Таким образом, художник манипулирует позой Цирцеи, чтобы поставить её в положение превосходства. Кроме того, фон за Цирцеей указывает на силу, поскольку обрамляющие её формы (зеркало и подлокотники её кресла) создают эффект трона.
Прием с широким видом, показанным в большом зеркале позади объекта, используется и в других картинах Уотерхауса. Он также виден в его работах «Леди из Шалотт смотрит на Ланселота» (1894) и «Я наполовину больна тенями, — сказала леди из Шалотт» (1916). Обе они основаны на поэме Альфреда Теннисона «Волшебница Шалот», где описывается как ткущий гобелен смотрит на него через зеркало (распространенный метод, который до сих пор используется ткачами).